# Pterostylis agathicola
Pterostylis agathicola är en orkidéart som beskrevs av D.L.Jones, Molloy och Mark Alwin Clements. Pterostylis agathicola ingår i släktet Pterostylis och familjen orkidéer. Inga underarter finns listade i Catalogue of Life.